# União de Pombal
A União de Pombal, é um clube de futebol  português fundado em 2005, e sediado na cidade de Pombal, Portugal, pertencente ao distrito de Leiria.

### História
O clube foi fundado por 3 amigos, naturais de Pombal, com o nome de Associação Desportiva Pedro Roma, os amigos com vasta experiência na área de futebol, inicialmente tinham o objetivo de ser uma escola de futebol e um espaço indoor para a prática recreativa da mesma modalidade. 
Em 2024 com a necessidade de se organizar de modo a participar nos campeonatos da Associação de Futebol de Leiria, o clube se filiou e mudou de nome para União de Pombal.
O lema do clube é "Formar para Crescer, Crescer para Vencer".
Em sua estreia no Distrital de Leiria, o União de Pombal se tornou campeão e irá disputar o Campeonato de Portugal na temporada 2025-26.

### Palmarés
- 1º Divisão - Distrital: 2024-25